# Arsia Mons

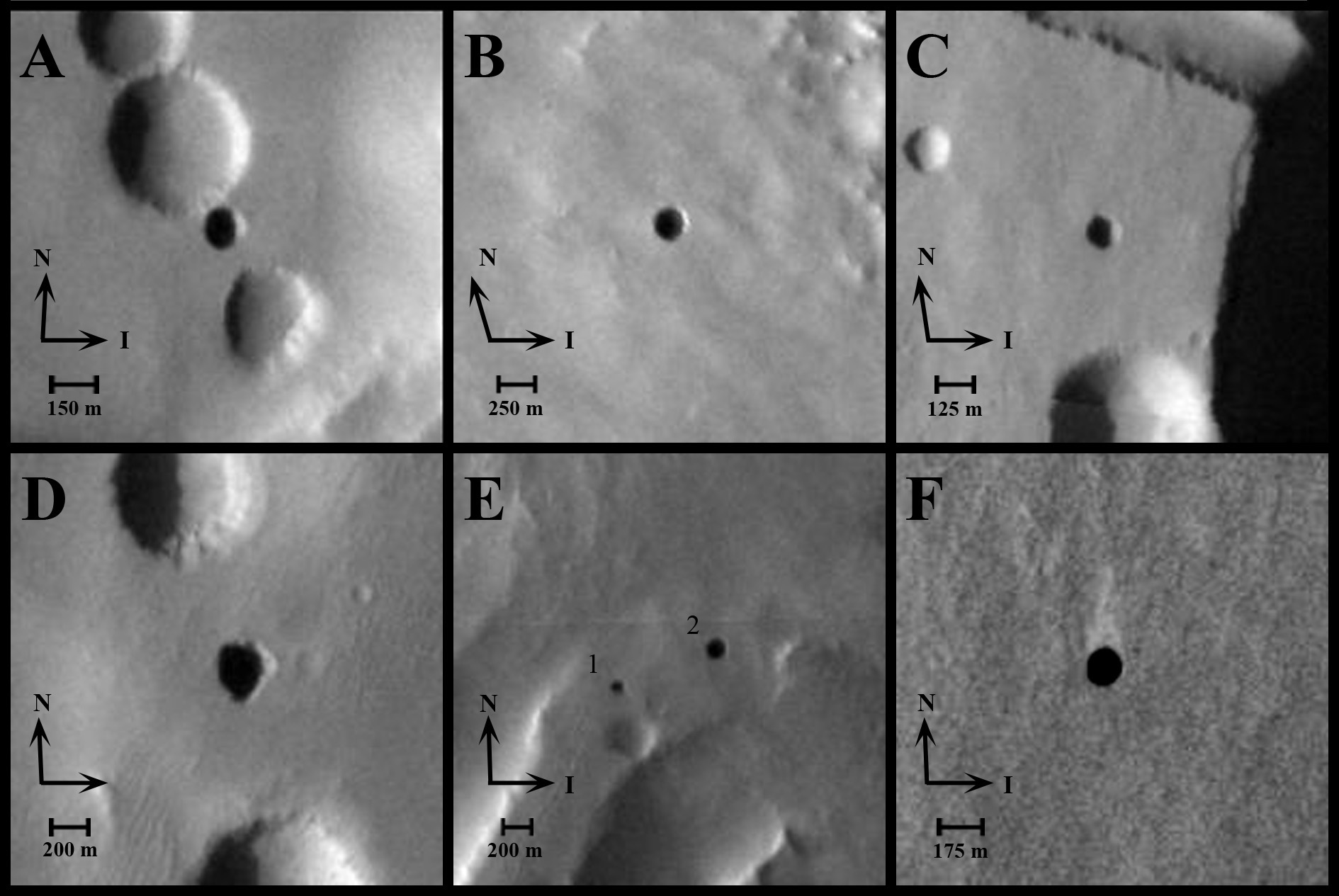
Imagems do THEMIS de entradas cavernosas em Marte.

O Arsia Mons é o vulcão mais meridional dos três que formam o conjunto conhecido como Tharsis Montes na região montanhosa de Tharsis próximas ao equador do planeta Marte. Ao seu norte fica o Pavonis Mons, e a norte deste o Ascraeus Mons. A maior montanha do sistema solar, o Olympus Mons, fica a noroeste.O nome Arsia Mons vem de uma área correspondente no mapa de Giovanni Schiaparelli, que apresentava albedo diferenciado, sendo esse nome inspirado na lendária floresta romana Arsia Silva.
O diâmetro do Arsia Mons é de aproximadamente 435 km, e 16 km de altura acima do datum marciano ), a caldeira mede aproximadamente 110 km de largura. Experiências demonstraram uma  pressão atmosférica  abaixo de 107 pascals no topo desse vulcão. Depois do Olympus Mons, é o maior vulcão em volume.

Um fenômeno meteorológico periódico ocorre a cada ano próximo ao início do inverno no hemisfério sul sobre o Arsia Mons. Pouco antes do inverno, luz solar aquece o declive do vulcão. Esse ar sobe, levando consigo pequenas quantidades de pó. Eventualmente esse ar quente ascendente converge no topo da caldeira do vulcão, onde os sedimentos se fundem e se convertem em uma nuvem de poeira em espiral, que é densa o bastante para ser observada a partir da órbita. Essa nuvem de poeira espiralada sobre o Arsia Mons se repete a cada ano, mas modelos climáticos de computador indicam que esse fenômeno só ocorre em um curto período a cada ano.
Espirais similares não foram observadas sobre os outros grandes vulcões de Tharsis, mas outros tipos de nuvem tem sido. A espiral de pó sobre o Arsia Mons pode atingir de 15 a 30 km acima do vulcão. 
A caldeira do Arsia Mons foi formada quando a montanha entrou em colapso após um reservatório de magma ter se exaurido. Há muitas outras formações que demonstram isso nos flancos da montanha.

## Possíveis entradas cavernosas
Em 2007 sete supostas entradas cavernosas foram identificadas em imagens de satélite dos flancos do Arsia Mons. Elas foram informalmente apelidadas Dena, Chloë, Wendy, Annie, Abbey, Nikki, e Jeanne.
- Dena (6,084° S, 239,061° L)

- Chloë (4,296° S, 239,193° L)

- Wendy (8,099° S, 240,242° L)

- Annie (6,267° S, 240,005° L)

- Abbey and Nikki (8,498° S, 240,349° L)

- Jeanne (5,636° S, 241,259° L)

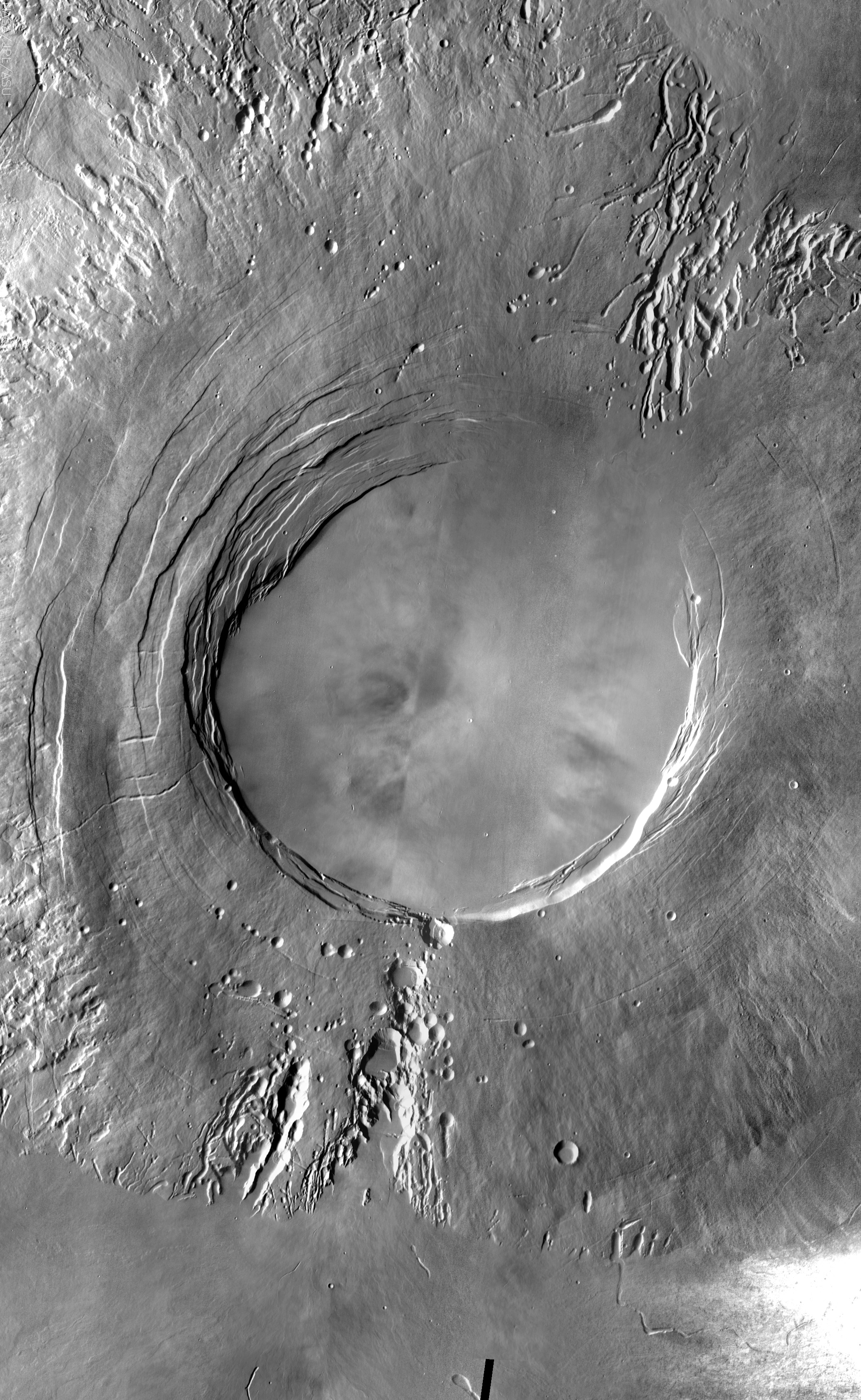
Imagem em mosaico do Arsia Mons

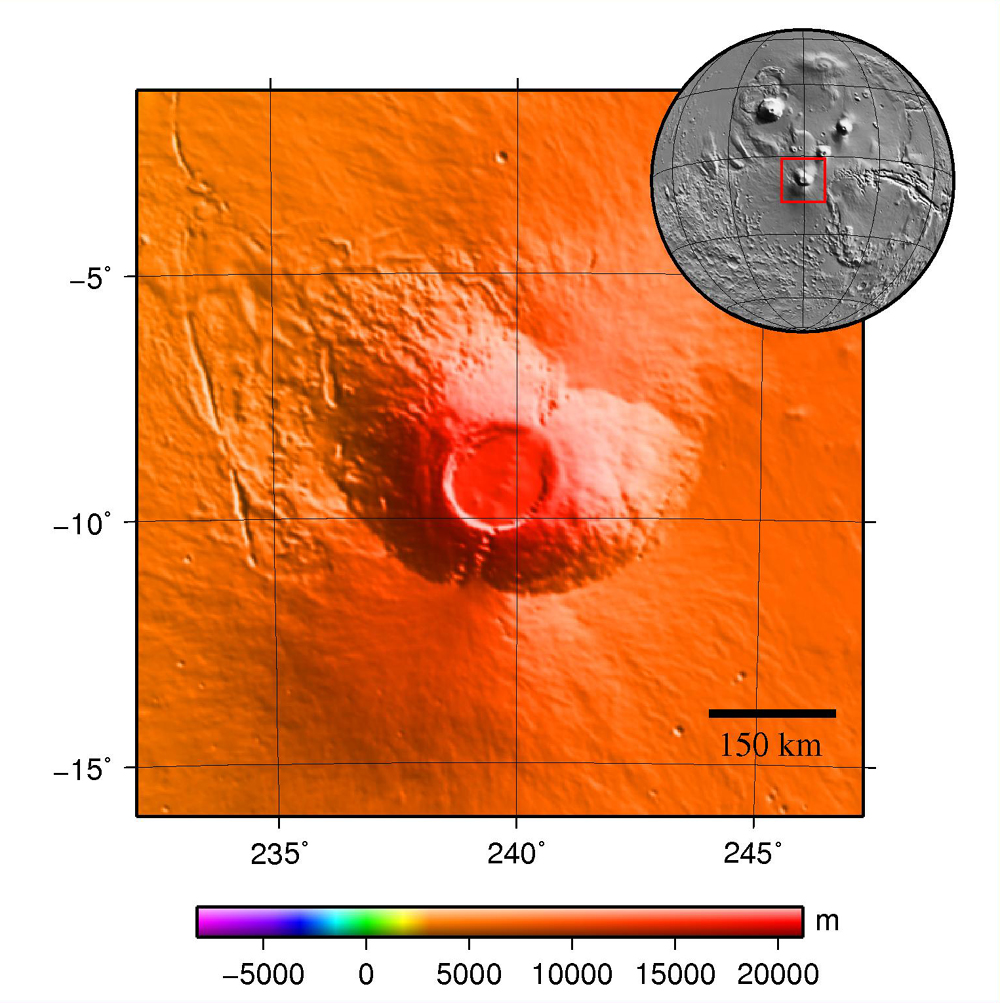
Mapa topográfico de Arsia Mons.

Do dia para a noite, a temperatura dessas formações circulares varia apenas um terço da variação do terreno ao redor. Enquanto essas variações são maiores que as detectadas em cavernas terrestres, é consistente afirmar que essas formações são bastante profundas. No entanto, devido à extrema altitude, é improvável que abriguem qualquer forma de vida marciana. 
Uma fotografia mais recente de uma dessas entradas mostra a luz solar iluminando uma parede interna sugerindo que essas formações possam se tratar de simples covas verticais mais que entradas para ambientes subterrâneos.  No entanto, a escuridão dessas formações implica que devam ter ao menos 178 metros de profundidade.

## Referencias

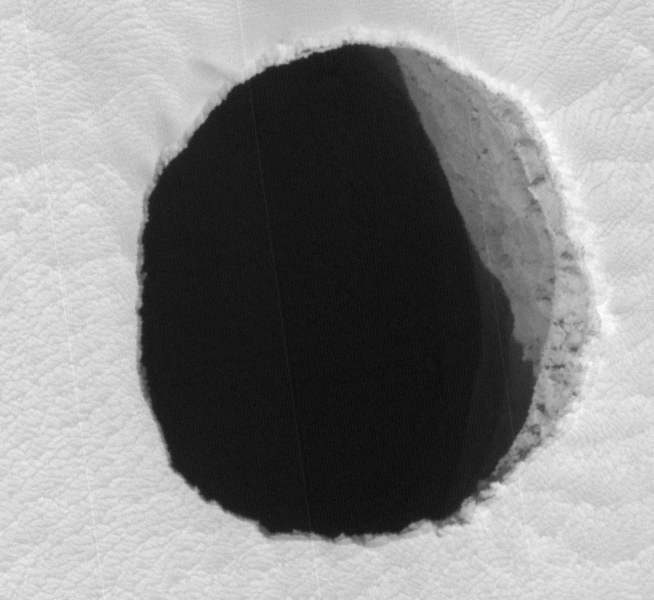
Possível entrada de uma caverna em Arsia Mons

1. ↑  Catalog Page for PIA02337
2. ↑  Catalog Page for PIA03948
3. ↑  Martian Weather Observation Arquivado em 11 de março de  2007, no Wayback Machine. NASA MGS data 9.2 degrees S 238.2 degrees E 17757 meters 1.07 mbar
4. ↑  Catalog Page for PIA04294
5. ↑  Catalog Page for PIA03799
6. ↑  Themis Observes Possible Cave Skylights on Mars. G. E. Cushing, T. N. Titus, J. J. Wynne, P. R. Christensen. Lunar and Planetary Science XXXVIII (2007)
7. ↑  Lakdawalla, Emily (23 de maio de 2007). «Windows onto the abyss: cave skylights on Mars». The Planetary Society Weblog. Consultado em 26 de maio de 2007
8. ↑  «NASA Orbiter Finds Possible Cave Skylights on Mars». Jet Propulsion Laboratory. Consultado em 22 de setembro de 2007
9. ↑  Shiga, David (30 de agosto de 2007). «Strange Martian feature not a 'bottomless' cave after all». NewScientist.com news service